# Instituto de la Lengua Islandesa
El Instituto de la Lengua Islandesa (en islandés: Íslensk málstöð) fue fundado en el año 1985, y era responsable de la planificación y preservación del idioma islandés. El Instituto era un departamento dentro del Ministerio de Educación, Ciencia y Cultura de Islandia, y su función era responder oficialmente a preguntas sobre las características del idioma islandés, así como proporcionar puntos de referencia y pautas para los educadores de islandés.
A partir de 1997, el Instituto de la Lengua Islandesa creó una base de datos en Internet, que contenía 52 glosarios especiales compilados para su uso en áreas específicas de interés. Si bien todos estos glosarios contienen palabras en islandés, algunos son bilingües, incluidos términos tomados del inglés, danés, noruego, sueco, alemán y francés, entre otros idiomas.
Pero en septiembre de 2006, el Instituto se fusionó con otros cuatro institutos para formar el Instituto Árni Magnússon de Estudios Islandeses.